# François Jacqmin
Pour les articles homonymes, voir Jacqmin.
Ne doit pas être confondu avec François Jacquemin.
François Jacqmin, né à Horion-Hozémont en 1929 et mort à Neupré en 1992, est un poète belge d’expression française. Il a passé sa jeunesse à Londres, où sa famille s’est réfugiée pendant la Seconde Guerre mondiale.
François Jacqmin a fait partie du groupe Phantomas.

## Prix littéraires
Il a obtenu le prix Max-Jacob en 1991 grâce au Livre de la neige.

## Publications
- L'Amour, la terre, GMD, 1954.
- La Rose de décembre, Phantomas, 1959.
- Camera oscura, Temps Mêlés, 1976.
- Le Coquelicot de Grétry, Phantomas, 1978.
- Les Saisons, Phantomas, 1979.
- Particules, Daily-Bul, 1981.
- Élémentaires, Éd. D. Higny, atelier de la Pierre perçée, Liège 1983, avec 6 lithographies originales de Jean-Luc Herman. Tirage de 34 exemplaires numérotés de 1 à 25, de I à V, et de A à D (réservés aux collaborateurs).
- Être, Pré Nian, 1984.
- Le Domino gris, Daily-Bul, 1986.
- Domela, Spiess, 1986.
- Les Terres détournées, Daily-Bul, 1986.
- Le Livre de la neige, La Différence, postface de Catherine Daems, 1990.
- Le Poème exacerbé, P.U. Louvain, 1992.
- Éléments de géométrie, Éd. Tétras Lyre, Soumagne, 2005. Tirage de tête (40 exemplaires numérotés) : 7 gravures originales de Léon Wuidar, postface de Catherine Daems, 2005  (ISBN 978-2-93049-422-7).
- Prologue au silence, La Différence, 2010.
- L’Œuvre du regard, Le Taillis Pré, 2012
- Le Plumier de vent, La Pierre d'Alun, 2015
- Manuel des agonisants, postface de Gérald Purnelle, Tétras Lyre, 2016
- Traité de la poussière, Le Cadran ligné, 2017
- L’amour la terre : 1946-1956. Œuvres complètes I. Édition de Gérald Purnelle. AML éditions, coll. « Archives du futur », 2023